# Иттиредду
Иттиредду (итал. Ittireddu) — коммуна в Италии, располагается в регионе Сардиния, в провинции Сассари.
Население составляет 586 человек (2008 г.), плотность населения составляет 25 чел./км². Занимает площадь 24 км². Почтовый индекс — 7010. Телефонный код — 079.
Покровителем коммуны почитается святой апостол Иаков Старший, празднование 25 июля.

## Демография
Динамика населения:

## Администрация коммуны
- Официальный сайт: http://www.comune.ittireddu.ss.it/